# Oculudentavis
Oculudentavis khaungraae
Genre
Espèce
Oculudentavis est un genre fossile de sauriens au placement taxonomique incertain (initialement décrit comme le plus petit dinosaure jamais découvert) ayant vécu il y a environ 99 millions d'années au début du Crétacé supérieur, dont le crâne a été découvert fossilisé dans l'ambre dans le bassin de Hukawng dans l'État de Kachin, au Nord de la Birmanie. Selon Paleobiology Database en 2024, ce genre reste monotypique avec une seule espèce Oculudentavis khaungraae.

## Présentation
Le crâne des 2 spécimens mesure 1,4 cm de long, ce qui indique qu'Oculudentavis aurait été de taille comparable à celle du colibri-abeille moderne s'il s'agissait d'un avialan. L'holotype était mêlé à une controverse concernant son identité et les problèmes éthiques entourant l'acquisition et l'étude de l'ambre birman. La description originale prônant une identité aviaire a été publiée dans Nature, mais a depuis été retirée du journal le 22 juillet 2020. La description d'un second spécimen (pas encore vérifiée par les paires) confirme qu'Oculudentavis était un lézard.
L'espèce type, et unique espèce décrite à ce jour, en 2020, est Oculudentavis khaungraae,.

## Anatomie
Oculudentavis est connu à partir de l'échantillon HPG-15-3, un crâne complet conservé dans de l'ambre birman. Le crâne n'a qu'une longueur de 1,4 cm, ce qui indique que Oculudentavis serait le plus petit dinosaure mésozoïque connu, s'il était défini comme tel. L'animal aurait été de taille comparable au colibri d'Elena (colibri-abeille) moderne. Un second spécimen, GRS-Ref-28627, préserve un crâne de taille similaire, des écailles et des vertèbres cervicales.
L'holotype possède un museau élancé et le sommet de son crâne est bulbeux. Chacune de ses mâchoires porte une longue rangée de dents au nombre de 23 sur chaque côté. Ses orbites sont très grandes et incluent un anneau sclérotique épais formé d'osselets sclérotiques inhabituels en forme de cuillère (comme chez les lépidosaures). Cela indique qu'il s'agissait probablement d'un animal diurne, actif principalement pendant la journée. Les yeux se gonflent latéralement selon un jugal incliné vers l'extérieur (pommette), indiquant qu'il n'avait pas de vision binoculaire. Il peut avoir eu une morsure relativement forte et un régime spécialisé de petits invertébrés, en raison de ses dents pointues, de sa peau à la bouche très texturée, de son processus coronoïde haut et de son crâne robuste et rigide. Le second spécimen possède une crête plus grande sur le prémaxillaire et le sommet de son crâne était moins bulbeux, le faisant bien moins ressembler à un oiseau que l'holotype, mais rappelant davantage un lézard.
Oculudentavis avait un ensemble de caractéristiques à la fois plésiomorphes (« primitives »), et avancées, par rapport aux autres avialiens mésozoïques. Par exemple, il conserve des os frontaux, pariétaux, postorbitaux et squamosaux séparés, qui sont fusionnés ou disparus chez les oiseaux modernes. Sa large rangée de dents est également similaire à celle des théropodes non avialiens. D'un autre côté, il manque une fenestra antorbitale séparée et les os du museau sont allongés et fusionnés. Ces caractéristiques sont plus courantes chez les oiseaux modernes. Certains traits, tels que l'implantation des dents acrodontes ou pleurodontes et les os sclérotiques en forme de cuillère, sont sans précédent pour les dinosaures dans leur ensemble et sont plutôt courants chez les lézards modernes. Un fragment de peau apparemment écailleuse se trouve près de la base du crâne, inhabituel pour un oiseau mais compatible avec une identité de lépidosaures. Le nombre élevé de dents et l'absence apparente d'une fenestra antorbitale ou d'un os quadratojugal ont également été utilisés pour argumenter contre l'idée qu'Oculudentavis soit un oiseau.

## Étymologie
Le nom Oculudentavis a été choisi pour inclure la combinaison des mots oculus, dentes et avis. Ces mots latins se traduisent respectivement par « œil », « dents » et « oiseau ». Le nom spécifique est un matronyme, en l'honneur de Khaung Ra, la femme qui a fait don de la pièce d'ambre au Hupoge Amber Museum pour étude.

## Classification

### Classification originale
Les spécialisations causées par la petite taille d'Oculudentavis conduisent à des difficultés à tirer des conclusions précises sur sa classification. Une analyse phylogénétique dans le document original soutient un placement basal pour Oculudentavis dans le clade des Avialae, à peine plus près des oiseaux modernes que Archaeopteryx. Cela suggère qu'il existe une lignée fantôme (en) d'environ 50 millions d'années entre le Jurassique supérieur et le milieu du Crétacé. Une analyse phylogénétique limitée, par la méthode utilisée du maximum de parcimonie, suggère qu'il s'agirait plutôt d'un énantiornithes, comme d'autres oiseaux conservés dans l'ambre birman.

### Controverse sur sa classification
Cependant, dès la publication de l'article, un certain nombre de paléontologues ont exprimé leur scepticisme quant au fait qu'Oculudentavis soit un dinosaure, en raison d'un nombre beaucoup plus élevé de similitudes avec les squamates qu'avec les théropodes,. La forme générale du crâne est considérée comme le plus grand argument en faveur des affinités avec les oiseaux, mais certains lézards actuels (Meroles, Anolis) et des « reptiles » disparus (Avicranium, Teraterpeton) sont connus pour avoir évolué de manière convergente vers une forme de crâne ressemblant à celle d'un oiseau. L'utilisation d'une analyse phylogénétique axée sur les oiseaux (sans tenir compte des lézards) a également été critiquée. Actuellement, le seul ouvrage officiellement publié plaidant pour une interprétation d'Oculudentavis comme un lézard plutôt que comme un oiseau a été publié par les éditeurs de l'IVPP de Pékin,,.
En réponse à l'identification taxonomique d'Oculudentavis dans l'article, des critiques tels que celles de Wang et ses collègues ont également souligné l'utilisation d'un langage délibérément ambigu par les auteurs, en particulier, la déclaration selon laquelle Oculudentavis est « semblable à un oiseau » par opposition à « être un oiseau », et l'admission « qu'il existe un fort potentiel pour que de nouvelles données modifient de façon marquée [leur] conclusion systématique ». Le choix des auteurs de supposer qu'Oculudentavis est un oiseau a priori, sans tester d'autres positions taxonomiques possibles a également été qualifiée d'« illogique » par Wang et al., qui ont noté que le rejet de cette hypothèse compromettrait les conclusions et la signification du document.
Le 22 juillet 2020, l'étude originale décrivant Oculudentavis a été rétracté à la surprise générale. Cette rétraction a été motivée par un spécimen, à l'époque non décrit, qui s'oppose à l'identité aviaire donnée par le papier rétracté. En aout 2020, un papier en pré-impression a été publié, décrivant ce second spécimen et confirmant son identité en tant que lépidosaure.

## Ambre birman

### Paléoécologie
L'ambre birman est extrait du bassin de Hukawng, un grand bassin sédimentaire mésozoïque-cénozoïque dans l'État de Kachin, dans le nord du Myanmar. Les strates ont subi des plissements et des failles. Le bassin est considéré comme faisant partie du bloc de Birmanie occidentale ou terrane de Birmanie, qui a une histoire tectonique controversée. Le bloc faisait partie du Gondwana pendant au moins le Paléozoïque inférieur, mais le moment du rifting est très incertain, avec des estimations allant du Dévonien au Crétacé inférieur. Il est également contesté si le bloc s'était accumulé sur la marge continentale asiatique au moment du dépôt d'ambre.
Certains membres de la flore et de la faune ont des affinités gondwaniennes. Une récente reconstruction paléomagnétique révèle que le terrane de Birmanie a formé une masse terrestre insulaire dans l'océan Téthys pendant le « Crétacé moyen » à une latitude d'environ 5-10 degrés au sud de l'équateur.
Les gisements d'ambre ont fourni une flore fossile (y compris des mousses et des monocotylédones de type bambou) riche, ainsi qu'une faune diversifiée et importante, avec quantité d'arthropodes (parmi lesquels beaucoup d'araignées pisauridées, de vers onycophores, d'opilions mieux connus sous le nom vernaculaire de « faucheurs » et de cochenilles), ainsi qu'un certain nombre de vertébrés (y compris l'anatomie tridimensionnelle bien conservée des squelettes et des plumes). L'existence de la grenouille Electrorana limoae (le plus ancien fossile de grenouilles conservé dans l'ambre découvert en 2018), le serpent Xiaophis myanmarensi, le lézard Cretaceogekko burmae et l' oiseau énantiornithes Elektorornis, suggèrent un écosystème chaud et humide de forêt tropicale qui contenait certains habitats d'eau douce. La présence d'ammonites et d'ostracodes marins suggère que certaines de ces forêts se situaient sur des rivages marins.

### Datation
Les zircons dans les tufs de la formation dans laquelle l'ambre birman a été trouvé, ont fourni une datation par l'uranium-plomb de 98,8 ± 0,6 Ma (millions d'années) ; c'est-à-dire du début du Crétacé supérieur, (Cénomanien inférieur).

### Controverses
Lors de la publication très médiatisée de l'article, qui a fait la couverture de la revue Nature, plusieurs paléontologues ont repris les discussions sur les controverses liées à l'exploitation de l'ambre birman, qui ont été soulevées pour la première fois en 2019. Il s'agit notamment des mauvaises conditions de travail des mineurs (dont beaucoup ont moins de 18 ans) et des allégations selon lesquelles le commerce haut de gamme de l'ambre birman contribue à financer le conflit de Kachin, semblable aux diamants de conflits (« Blood Diamonds »),,.

### Publication originale
- [2020] (en) Lida Xing, Jingmai K. O’Connor, Lars Schmitz, Luis M. Chiappe, R. C. McKellar, Q. Yi et G. Li, « Hummingbird-sized dinosaur from the Cretaceous period of Myanmar », Nature, vol. 579,‎ 22 juillet 2020, p. 245-249 (ISSN 1476-4687, DOI 10.1038/s41586-020-2553-9, lire en ligne, consulté le 12 août 2020).